# Boletim da Sociedade Broteriana
Boletim da Sociedade Broteriana (abreviado Bol. Soc. Brot.) es una revista ilustrada con descripciones botánicas que es editada en Portugal desde 1880 hasta 1920 la 1ª serie y desde 1922 hasta ahora la 2ª serie. 